# Ljubim
Ljubim (rusky Любим) je město v Jaroslavské oblasti v Ruské federaci. Při sčítání lidu v roce 2010 měl přes pět tisíc obyvatel.

## Poloha a doprava
Ljubim leží při ústí řeky Uči do Obnory, přítoku Kostromy v povodí Volhy. Od Jaroslavle, správního střediska oblasti, je vzdálen přibližně 125 kilometrů severovýchodně.
Město leží na Trassibiřské magistrále (393. kilometr od Moskvy.

## Dějiny
První zmínka o Ljubimu je z roku 1538 z listiny cara Ivan IV., který zde nakázal vybudovat město na ochranu obyvatel před nájezdy Kazaňského chanátu.
Od roku 1777 má Ljubim status města.